# Мурад Аллахвердієв
Мурад Аллахвердієв (азерб. Murad Allahverdiyev; 29 серпня 2002) — азербайджанський боксер, призер Європейських ігор.

## Аматорська кар'єра
Аллахвердієв завоював бронзу на чемпіонаті Європи серед юніорів в 2017 році, золото на чемпіонаті Європи серед юніорів в 2018 році та бронзу на чемпіонаті Європи серед молоді 2019.
На чемпіонаті світу 2023 програв в другому бою Нурбеку Оралбаю (Казахстан).
На Європейських іграх 2023 завоював бронзову медаль.
- В 1/16 фіналу переміг Кевіна Шчуманна (Німеччина) — RSC R3
- В 1/8 фіналу переміг Нікіту Ністедта (Фінляндія) — 4-1
- У чвертьфіналі переміг Амбарцума Акобяна (Вірменія) — 5-0
- У півфіналі програв Габріелю Веочичу (Хорватія) — 0-5

На чемпіонаті Європи 2024 програв в першому бою.
На Олімпійських іграх 2024 переміг Абдельрахмана Орабі (Єгипет) і програв Нурбеку Оралбаю (Казахстан) — 0-5.